# Cryptogemma tessellata
Cryptogemma tessellata é uma espécie de gastrópode do gênero Cryptogemma, pertencente a família Turridae.